# Stackelbergina
Stackelbergina är ett släkte av tvåvingar. Stackelbergina ingår i familjen fjädermyggor.
Kladogram enligt Catalogue of Life:
| Stackelbergina | \| \| Stackelbergina praeclara \| \| \| \| \| \| Stackelbergina praectara \| \| \| \| |
|                | \| \| Stackelbergina praeclara \| \| \| \| \| \| Stackelbergina praectara \| \| \| \| |
|                | Stackelbergina praeclara                                                              |
|                |                                                                                       |
|                | Stackelbergina praectara                                                              |
|                |                                                                                       |